# 突破精選
《突破精選》是香港歌手陳百強的首張新曲+精選粵語專輯，收錄了兩首用於無線電視劇《突破》的新曲：一首是由陳百強親自譜曲、被譽為香港樂壇旋律最優美的情歌之一《漣漪》，另一首則是劇集主題曲《突破》。此外，專輯還精選了十首來自他此前在華納唱片發行的兩張專輯中的經典曲目。此碟於1982年7月推出。

## 製作背景
陳百強與翁靜晶在1980年合作拍完電影《喝采》後，雙方成為好友，且都有意願以後能夠多點合作，製造一個屏幕情侶的形象。
陳百強相當欣賞招振強導演，而且得知好友翁靜晶亦將參演戲中女主角，因而便答應簽約拍攝無線電視劇《突破》。但翁靜晶因在邵氏有幾部電影要拍而在未瞭解這部戲的詳細安排之下推了這部戲，陳百強得知后向翁靜晶表示了極度失望並多次向翁靜晶埋怨，最後翁靜晶與招振強重新協調幷在檔期許可之下參演了前面的幾集。
電視劇主題曲《突破》是陳百強首度演唱顧嘉煇的作品。
電視劇插曲《漣漪》是陳百強在通利琴行試琴時得到靈感而創作。有一說此曲是陳百強趕在蔡楓華之前為翁靜晶而寫，雖然填詞人並沒有收到相關提示；也有一說是翁靜晶聽到這首歌後很喜歡，因為歌詞中有“百”和“靜”兩個字，陳百強便將這首歌送給了她。
鄭國江后來如此描述《漣漪》歌詞的創作過程：
「（電視劇《突破》）編導的意思是，插曲最好是愛情一路，於是就從這個方向去構思。寫的時候自然是以男主角為第一人稱，內容自然是對女孩子的傾慕和對愛情的憧憬，至於用什麼方法去表達，怎樣把這清純的感情形象，昇華到一個較高的層次呢。吃得這口飯，自然也有一兩道散手的。

記得小學時，讀過冰心的一篇散文(《荷葉 · 母親》)，那是納在課本中的課文，老師在解讀時，提出了一個詞語，那是文中沒有的，就是「漣漪」一詞，大概是文中提到雨點落在水面上的景象吧。

老師說如果在平靜的水面投下一枚小石子，水面上就會形成一圈圈向外擴散的漣漪，直到最外一層圓圈消失為止，還在黑板上仔細地畫了圖像出來。這個詞語自此就在我腦海中留下很深的印象。及後，跟同學們旅行時，都愛把小石子片向水面欣賞那一波接一波的漣漪。

所以有那麼一天，抓住這美麗而熟悉的影像去描繪這一份純真而美麗的感情就变得是很自然的事了。」
鄭國江後來亦表示印刷歌詞紙中的《漣漪》存在兩個錯誤：「植物亦似歌」應是「靜物亦似歌」，「幻想得到的優美」應是「幻想不到的優美」。
黃柏高透露《漣漪》是他第一首踏入錄音室協助混音的歌曲，因為陳百強當時正忙於拍劇，陳百強還特意囑咐黃要特別注重混響（reverb）效果的運用，這段經歷對黃日後事業的影響極深。
在電視劇中的早期版本《漣漪》，陳百強在歌曲的結尾處親自配上了一段哼唱。
無線電視劇《突破》于1981.12.14至1982.01.08播出，全長20集，監制及導演招振強，主演為陳百強(飾凌柏基)、毛舜筠、翁靜晶、莊靜而等。
1982年4月左右陳百強透露由於對譚國基及華納唱片的處理手法不滿而在尋找解決方案，此事導致了《突破精選》唱片延遲推出。

## 迴響
《漣漪》被譽為香港樂壇最唯美、最動人的情歌之一。其旋律柔和優美，宛如湖面泛起的漣漪，看似輕柔，卻在心中久久不散。歌詞則描繪了唯美的愛情如何為平凡的生活注入鮮活色彩，甚至升華至詩意的境界。
《漣漪》獲得港台「中文歌曲龍虎榜」冠軍，並入選1982年度的港台「十大中文金曲」及無線「十大勁歌金曲」（刊登於無線官方刊物「香港電視」）。
1984年，陳百強在港台鄧藹霖的「把歌談心」節目中透露《漣漪》是當時他最喜歡的個人作曲作品，他甚至打算在下一張專輯中重新制作這首歌曲（未實行）。
陳慧琳在2006年「陳慧琳·陳小春TVB音樂潮拜音樂會」中透露她最喜歡的陳百強歌曲是《漣漪》。
在2011年香港電台「音樂情人－我最喜愛的中文金曲」選舉中，《漣漪》入選當中的十大。這榜單中的歌曲是從港台33年來所有的十大中文金曲中選出。
黃柏高在2015年的「夸粵流行」節目中如此描述《突破精選》的成績：「我將陳百強這兩首電視劇集歌曲做成一張精選大碟，他從未試過賣這麼高的記錄，印象中是賣了15萬張，那張碟是華納第一次有這麼大的生意額，所以那個外國老板非常開心，從那時開始我就正式做一個A&R Manager了。」
糖妹在2021年被問及最喜歡的歌曲時如此回答：「我心目中的number one金曲是陳百強的《漣漪》，小時候我爸爸經常會播陳百強的專輯，到了現在我還是會經常打開來聽。」
港台DJ倪秉郎在2023年如此評價《漣漪》：「如果要我選一首我最喜歡的粵語歌我一定會選陳百強的《漣漪》，我記得當時黃柏高給我聽的時候尚未出版；整首歌給人的一種溫暖、戀愛、平靜及含蓄的感覺，所以我迷上了這首歌，在我心目中我覺得它的確曾經牽起過很多人心裏面不同的戀愛的漣漪。」
盧冠廷在2023年接受「美紙」訪問時透露了他對《漣漪》的欣賞：「任何好的東西都是宇宙給你的，為何宇宙把《漣漪》的靈感給他而不是給我呢？因為上天覺得他比較適合。我說過希望那首歌是我作的，這麼好聽！《漣漪》悅耳但很難唱。」
《漣漪》深受各大成名歌手的喜愛，先後曾有鍾鎮濤、彭玲、劉美君、陳奕迅、梁詠琪、許志安、梁漢文、關淑怡、杜麗莎、衛蘭等歌手在專輯或演唱會中翻唱過此曲。

## 衍伸
1982年7月，《陳百強82演唱會》引起了巴黎娛樂界公關首腦Mr. Miguel的注意，幷邀請他於8月前往巴黎，在此行中著名法國时装设计师Pierre Cardin聽過《漣漪》後很喜歡這首曲子，幷促成了陳百強10月在巴黎Espace Cardin藝術中心舉行演唱會。
1982年末，陳百強到美國紐約進修歌唱技巧，期間認識了美國華納唱片總裁，該總裁聽過陳百強的《漣漪》後很欣賞他的才華，其後更促成了陳百強翻唱《Warm》這首歌。
1999年，《漣漪》成為香港特區政府「盈富基金」（2800）上市時的認購宣傳廣告歌。前金管局總裁陳德霖曾在文匯報《匯思》中如此回憶：「經過一輪篩選，最後剩下兩首：鄧麗君的《甜蜜蜜》和陳百強的《漣漪》，專責小組內各有粉絲，爭持不下，我當然也有偏好，但決定不運用我的「一人一票」，而是隆而重之地從同事中徵集了八個小組，組成「遴選委員會」，經過各自的民主程序，最終《漣漪》些微勝出，這也許是整個盈富基金上市過程中最艱難的決定。」《漣漪》能當選，純因這首歌的內容與畫面配合，而且夠深入民心。為購入歌曲使用版權，政府需動用超過十萬港元。在1999年度第22届「十大中文金曲」頒獎禮中，《漣漪》獲得「最佳中文廣告歌曲獎」金獎，由林憶蓮現場演繹。
2003年，華納在《完全·陳百強》精選專輯中將《漣漪》重新混音成舞曲，名為《重拾漣漪》。
2003年，鄭中基在電影《龍咁威2003》中在鄧麗欣面前清唱過一段《漣漪》。

## 曲目
| 曲序     | 曲目                             |          | 作曲     | 编曲         | 選自         | 备注                                                                                  | 时长  |
| -------- | -------------------------------- | -------- | -------- | ------------ | ------------ | ------------------------------------------------------------------------------------- | ----- |
| 1.       | 突破（無線電視劇《突破》主題曲） | 鄭國江   | 顧嘉煇   | 顧嘉煇       | 新曲         | 第一主打 電視劇《突破》于1981.12.14至1982.01.08播出，陈百强（饰凌柏基）為第一男主角。 | 2:37  |
| 2.       | 漣漪（無線電視劇《突破》插曲）   | 鄭國江   | 陳百強   | 顧嘉煇       | 新曲         | 第二主打 歌詞靈感來自冰心散文《荷葉與紅蓮》 是早期陳百強最喜歡一首作品                | 3:08  |
| 3.       | 喝采（電影《喝采》主題曲）       | 鄭國江   | 陳百強   | Chris Babida | 幾分鐘的約會 | 又名《鼓舞》                                                                          | 3:28  |
| 4.       | 太陽花（電影《失業生》插曲）     | 鄭國江   | 陳百強   | 趙文海       | 有了你       |                                                                                       | 3:13  |
| 5.       | 有了你（電影《失業生》主題曲）   | 鄭國江   | 鍾肇峰   | 鍾肇峰       | 有了你       |                                                                                       | 4:43  |
| 6.       | 念親恩                           | 楊繼興   | 楊繼興   | 趙文海       | 有了你       | 《突破》民歌創作賽·學生組冠軍                                                         | 3:23  |
| 7.       | 幾分鐘的約會                     | 鄭國江   | 陳德堅   | Dave Packer  | 幾分鐘的約會 |                                                                                       | 3:00  |
| 8.       | 沙灘中的腳印                     | 鄭國江   | 陳百強   | 趙文海       | 有了你       |                                                                                       | 4:01  |
| 9.       | 快樂的丑小鴨                     | 鄭國江   | 陳百強   | Dave Packer  | 幾分鐘的約會 |                                                                                       | 2:59  |
| 10.      | 思想走了光                       | 鄭國江   | 趙文海   | 趙文海       | 有了你       |                                                                                       | 3:27  |
| 11.      | 失業生                           | 鄭國江   | 英國民謠 | 梁兆基       | 幾分鐘的約會 | 改編自Simon & Garfunkel的《Scarborough Fair / Canticle》                              | 3:00  |
| 12.      | 飛出去                           | 鄭國江   | 陳百強   | 梁兆基       | 幾分鐘的約會 |                                                                                       | 3:08  |
| 总时长： | 总时长：                         | 总时长： | 总时长： | 总时长：     | 总时长：     | 总时长：                                                                              | 40:07 |

## 製作人員
- 監制：譚國基
- 混音：趙文海（漣漪）
- 錄音室：雄視錄音室Topmost Studio
- 攝影：毛澤西Idris Mootee

## 派台成績
| 歌曲 | 港台 中文歌曲龍虎榜 |
| ---- | ------------------- |
| 突破 | 2(6周)              |
| 漣漪 | 1▲                  |

▲1982年第29周

## 獎項
- 1982年度十大中文金曲頒獎典禮

- 「十大中文金曲」：《漣漪》

- 1982年度十大勁歌金曲頒獎典禮

- 「十大勁歌金曲」：《漣漪》

(公佈於無綫電視官方刊物《香港電視》，無頒獎禮)
- 1982年度中文歌曲擂台獎頒獎禮

- 「中文歌曲擂台獎」：《突破精選》專輯

- 1982年第六屆香港金唱片頒獎典禮

- 「白金唱片」：《突破精選》專輯

- 1999年度十大中文金曲頒獎典禮

- 「最佳中文廣告歌曲金獎」：《漣漪》/盈富基金廣告

## 另見
- 歌曲《漣漪》
- 無線電視劇《突破》